# Hans Geiger (Ökonom)
Hans Geiger (* 19. Mai 1943 in Zürich) ist ein Schweizer Bankmanager und Wirtschaftswissenschaftler.
Geiger ist mit drei Geschwistern in Zürich-Wipkingen aufgewachsen. Er besuchte die Primarschulen und das Realgymnasium in Zürich und absolvierte 1962 die Maturität Typus B. Anschliessend studierte er an der Universität Zürich Wirtschaftswissenschaften und schloss 1967 mit dem Lizenziat ab. Von 1967 bis 1970 war Geiger wissenschaftlicher Assistent, zunächst am Handelswissenschaftlichen Seminar bei Karl Käfer und später am Institut für Schweizerisches Bankwesen bei Ernst Kilgus. 1969 promovierte er bei Hans Künzi mit einer Arbeit über die Wirtschaftlichkeit des Einsatzes von Computern.
1970 trat Geiger in die Schweizerische Kreditanstalt ein, wo er im Bereich Rechnungswesen und Controlling tätig war und schliesslich Chef des Rechnungswesens wurde. 1977 wurde er in die Direktion berufen. In den Jahren 1985/1986 war Geiger verantwortlich für das internationale Kreditgeschäft in Europa und Afrika. Ab dem 1. Januar 1987 gehörte Geiger der Generaldirektion an und war für die Bereiche Devisen, Edelmetalle, Sorten und Korrespondenzbanken zuständig. Von 1990 bis Ende 1996 leitete er die Geschäftssparte Logistik (Informatik, Rechnungswesen, Planung, Recht, Liegenschaften, Sicherheit) und war ab 1992 Chief Information Officer.
Vom 1. Oktober 1997 bis zum Mai 2008 war Geiger als ordentlicher Professor am Institut für schweizerisches Bankwesen der Universität Zürich tätig. Gleichzeitig war er von 1997 bis 1999 Präsident des Verwaltungsrates der Telekurs-Holding. Von 1998 bis 2004 war er Vizepräsident des Verwaltungsrates der Vontobel-Holding. Von 2001 bis 2006 gehörte er dem Verwaltungsrat der Bächler Installationen AG an. Von 1998 bis 2008 war er Mitglied des Vorstandes der Zürcher Handelskammer.
Aktuell tritt Geiger auf dem Portal Inside Paradeplatz regelmässig als Autor und Video-Interviewpartner von Lukas Hässig in Erscheinung.
Geiger ist seit 1972 verheiratet und hat einen Sohn. Er wohnt in Weiningen und ist heimatberechtigt in Zürich und Weiningen.

## Politik
Geiger gehört seit 1979 der Schweizerischen Volkspartei an. Von 1978 bis 1986 präsidierte er die Armenpflege der Kreisgemeinde Weiningen (Unterengstringen, Weiningen, Geroldswil, Oetwil). 2007 präsentierte die SVP des Kantons Zürich Hans Geiger als Ständeratskandidat, zog ihn aber nach kurzer Zeit zu Gunsten von Ueli Maurer zurück. Maurer scheiterte in der Wahl schliesslich gegen Verena Diener.